# NFL Offensive Player of the Year Award
Der NFL Offensive Player of the Year Award ist die Auszeichnung für den besten Spieler der Offense (Angriff) einer Saison in der US-amerikanischen American-Football-Liga National Football League (NFL). Die Ernennung zum NFL Offensive Player of the Year wird jährlich durch die Associated Press (AP) durchgeführt. Der Titel stellt eine hohe Auszeichnung dar und steigert das Renommee eines Spielers. Die Auszeichnung gilt als die wichtigste Auszeichnung an einen Angriffsspieler durch die amerikanische Presse. Eine automatische Aufnahme in die Pro Football Hall of Fame ist damit nicht verbunden. Viele Spieler, denen diese Ehrung zuteilwurde, wurden allerdings nach ihrer aktiven Laufbahn in die Ruhmeshalle der NFL aufgenommen.

## Liste der ernannten Spieler
| Saison | Spielername         | Position | NFL Team             |
| ------ | ------------------- | -------- | -------------------- |
| 1972   | Larry Brown         | RB       | Washington Redskins  |
| 1973   | O. J. Simpson       | RB       | Buffalo Bills        |
| 1974   | Ken Stabler         | QB       | Oakland Raiders      |
| 1975   | Fran Tarkenton      | QB       | Minnesota Vikings    |
| 1976   | Bert Jones          | QB       | Baltimore Colts      |
| 1977   | Walter Payton       | RB       | Chicago Bears        |
| 1978   | Earl Campbell       | RB       | Houston Oilers       |
| 1979   | Earl Campbell (2)   | RB       | Houston Oilers       |
| 1980   | Earl Campbell (3)   | RB       | Houston Oilers       |
| 1981   | Ken Anderson        | QB       | Cincinnati Bengals   |
| 1982   | Dan Fouts           | QB       | San Diego Chargers   |
| 1983   | Joe Theismann       | QB       | Washington Redskins  |
| 1984   | Dan Marino          | QB       | Miami Dolphins       |
| 1985   | Marcus Allen        | RB       | Los Angeles Raiders  |
| 1986   | Eric Dickerson      | RB       | Los Angeles Rams     |
| 1987   | Jerry Rice          | WR       | San Francisco 49ers  |
| 1988   | Roger Craig         | RB       | San Francisco 49ers  |
| 1989   | Joe Montana         | QB       | San Francisco 49ers  |
| 1990   | Warren Moon         | QB       | Houston Oilers       |
| 1991   | Thurman Thomas      | RB       | Buffalo Bills        |
| 1992   | Steve Young         | QB       | San Francisco 49ers  |
| 1993   | Jerry Rice (2)      | WR       | San Francisco 49ers  |
| 1994   | Barry Sanders       | RB       | Detroit Lions        |
| 1995   | Brett Favre         | QB       | Green Bay Packers    |
| 1996   | Terrell Davis       | RB       | Denver Broncos       |
| 1997   | Barry Sanders (2)   | RB       | Detroit Lions        |
| 1998   | Terrell Davis (2)   | RB       | Denver Broncos       |
| 1999   | Marshall Faulk      | RB       | St. Louis Rams       |
| 2000   | Marshall Faulk (2)  | RB       | St. Louis Rams       |
| 2001   | Marshall Faulk (3)  | RB       | St. Louis Rams       |
| 2002   | Priest Holmes       | RB       | Kansas City Chiefs   |
| 2003   | Jamal Lewis         | RB       | Baltimore Ravens     |
| 2004   | Peyton Manning      | QB       | Indianapolis Colts   |
| 2005   | Shaun Alexander     | RB       | Seattle Seahawks     |
| 2006   | LaDainian Tomlinson | RB       | San Diego Chargers   |
| 2007   | Tom Brady           | QB       | New England Patriots |
| 2008   | Drew Brees          | QB       | New Orleans Saints   |
| 2009   | Chris Johnson       | RB       | Tennessee Titans     |
| 2010   | Tom Brady (2)       | QB       | New England Patriots |
| 2011   | Drew Brees (2)      | QB       | New Orleans Saints   |
| 2012   | Adrian Peterson     | RB       | Minnesota Vikings    |
| 2013   | Peyton Manning (2)  | QB       | Denver Broncos       |
| 2014   | DeMarco Murray      | RB       | Dallas Cowboys       |
| 2015   | Cam Newton          | QB       | Carolina Panthers    |
| 2016   | Matt Ryan           | QB       | Atlanta Falcons      |
| 2017   | Todd Gurley         | RB       | Los Angeles Rams     |
| 2018   | Patrick Mahomes     | QB       | Kansas City Chiefs   |
| 2019   | Michael Thomas      | WR       | New Orleans Saints   |
| 2020   | Derrick Henry       | RB       | Tennessee Titans     |
| 2021   | Cooper Kupp         | WR       | Los Angeles Rams     |
| 2022   | Justin Jefferson    | WR       | Minnesota Vikings    |
| 2023   | Christian McCaffrey | RB       | San Francisco 49ers  |
| 2024   | Saquon Barkley      | RB       | Philadelphia Eagles  |